# Valenti (álbum)
Valenti é o segundo álbum de estúdio japonês (quarto, no geral) da cantora sul-coreana BoA. Foi lançado em 29 de janeiro de 2003 através da Avex Trax. As letras do álbum foram escritas por vários colaboradores, incluindo Natsumi Watanabe e Kenn Kato, com a composição do álbum feita por uma equipe de compositores, incluindo Kazukiro Hara, Bounceback, Kosuke Morimoto, Ken Harada e Akira. Valenti é um álbum pop que contém influências de R&B e dance music.
Valenti obteve sucesso comercial após seu lançamento. Tornou-se o segundo álbum número um consecutivo de BoA no Japão, estreando na primeira posição da Oricon Albums Chart com 615.218 cópias vendidas na primeira semana. Durante sua 59ª semana na tabela, Valenti já havia vendido mais de 1.200.000 de cópias e tornou-se o quinto álbum mais vendido de 2003. Foi o segundo álbum da cantora a receber o certificado de milhão pela Recording Industry Association of Japan (RIAJ). Combinado com as vendas dos seus três singles, Valenti vendeu mais de 1.700.000 cópias durante aquele ano.
BoA promoveu o álbum através de três singles que foram lançados no ano anterior: a faixa-título "Valenti" e os singles duplos "Kiseki / No. 1" e "Jewel Song / Beside You (Boku o Yobu Koe)". Todos os três atingiram o topo da Oricon Singles Chart e receberam certificados de ouro em vendas físicas pela RIAJ. A cantora também promoveu múltiplas faixas do álbum em aparições televisivas ao longo de 200 e embarcou em sua primeira turnê, intitulada Valenti Live Tour, que consistiu em nove concertos em três cidades japonesas.

## Desempenho comercial
Valenti alcançou o topo da tabela semanal japonesa Oricon Albums Chart, com 615.218 cópias vendidas durante sua primeira semana. Tornou-se o segundo álbum número um de BoA no país, em sequência ao seu álbum de estreia Listen to My Heart (2002); seus próximos quatro álbuns de estúdio também alcançariam o topo da tabela, com seus sexto álbum japonês The Face (2008) definindo o recorde de segunda maior quantidade de álbuns número um no país por um artista solo. Valenti permaneceu no topo por uma segunda semana, vendendo 20.000 cópias a mais do que o segundo colocado, Glay Rare Collectives Vol. 1. O álbum ficou na primeira posição da tabela mensal da Oricon de fevereiro de 2003. O álbum ultrapassou a marca de um milhão de cópias vendidas em 3 de março de 2003, tornando-se o primeiro álbum de um artista asiático não-japonês a conquistar o feito na história da Oricon. Valenti permanece o álbum mais vendido da cantora.
Na Coreia do Sul, Valenti atingiu o topo da tabela internacional mensal de álbuns da Music Industry Association of Korea (MIAK) em fevereiro de 2004, tornando-se o primeiro álbum da cantora a alcançar a primeira posição da tabela internacional. Foi o 26º álbum internacional mais vendido na Coreia do Sul durante 2004, vendendo 17.958 cópias.

## Prêmios
Valenti venceu o prêmio de Melhor Álbum Pop e Rock no Japan Gold Disc Awards, sendo sua segunda vitória consecutiva na categoria, após Listen to My Heart (2002). No MTV Video Music Awards Japan de 2003, o single "Valenti" recebeu uma indicação ao prêmio de Melhor Videoclipe Pop, mas perdeu para "One Love" do grupo britânico Blue.

## Lista de faixas
| N.º            | Título                                | Compositor(es)                    | Produtor(es)      | Duração |  |
| 1.             | "Valenti"                             | Chinka Yasushi Kazuhiro Hara      | Hara              | 4:18    |  |
| 2.             | "Jewel Song"                          | Natsumi Watanabe Hara             | Hara              | 5:27    |  |
| 3.             | "B.I.O"                               | Kenn Kato Kosuke Morimoto         | Akira             | 4:17    |  |
| 4.             | "Sekai no Katasumi de" (世界の片隅で) | Narumi Yamamoto Dansyu Goya       | Manao Doi         | 4:25    |  |
| 5.             | "Kiseki" (奇蹟)                       | Watanabe Morimoto                 | Ken Matsubara     | 4:20    |  |
| 6.             | "Winding Road" (com part. de Dabo)    | Dabo Emi K. Lynn Miyake Mitsuyuki | Minami Shiyunsuke | 4:31    |  |
| 7.             | "Searching for Truth"                 | Kato Face2Fake                    | Face2Fake         | 4:31    |  |
| 8.             | "Moon & Sunrise"                      | BoA Watanabe Matsubara            | Matsubara         | 5:14    |  |
| 9.             | "Discovery"                           | Watanabe Harada                   | Harada            | 4:50    |  |
| 10.            | "Flower"                              | Ryoushi Sonoda Bounceback         | Akira             | 4:24    |  |
| 11.            | "Beside You" (僕を呼ぶ声)             | Watanabe Bounceback               | H•wonder          | 4:23    |  |
| 12.            | "Feel the Same"                       | Shoko Fujibayash Akira            | Akira             | 4:41    |  |
| 13.            | "No. 1"                               | Sonoda Sigurd Rosnes              | Iksoo Ahn         | 3:14    |  |
| Duração total: | Duração total:                        | Duração total:                    | Duração total:    | 58:04   |  |

## Tabelas musicais

### Tabelas semanais
| Tabelas musicais (2003) | Melhor posição |
| ----------------------- | -------------- |
| Japão (Oricon)          | 1              |

### Tabelas mensais
| Tabelas musicais (2004)             | Melhor posição |
| ----------------------------------- | -------------- |
| Coreia do Sul - Intl. Albums (RIAK) | 1              |

### Tabelas de fim de ano
| Tabelas musicais (2003) | Melhor posição |
| ----------------------- | -------------- |
| Japão (Oricon)          | 5              |

## Certificações
| Região               | Certificação | Unidades/vendas |
| -------------------- | ------------ | --------------- |
| Japão (RIAJ)         | Platina      | 1.249.197       |
| Coreia do Sul (MIAK) | —            | 17.958          |